# Gunhild Aaberg
Gunhild Aaberg (1939), er en dansk keramiker.
Sammen med Beate Andersen og Jane Reumert grundlagde Aaberg Strandstræde Keramik i København. arbejder hovedsageligt i Stentøj, ofte chamotteret og dekoreret med ristninger. Genstandene er normalt enkle redskaber såsom kander, fade og skåle. 
Gunhild Aaberg er repræsenteret i Nationalmuseum samlinger.